# Henri Vaquez

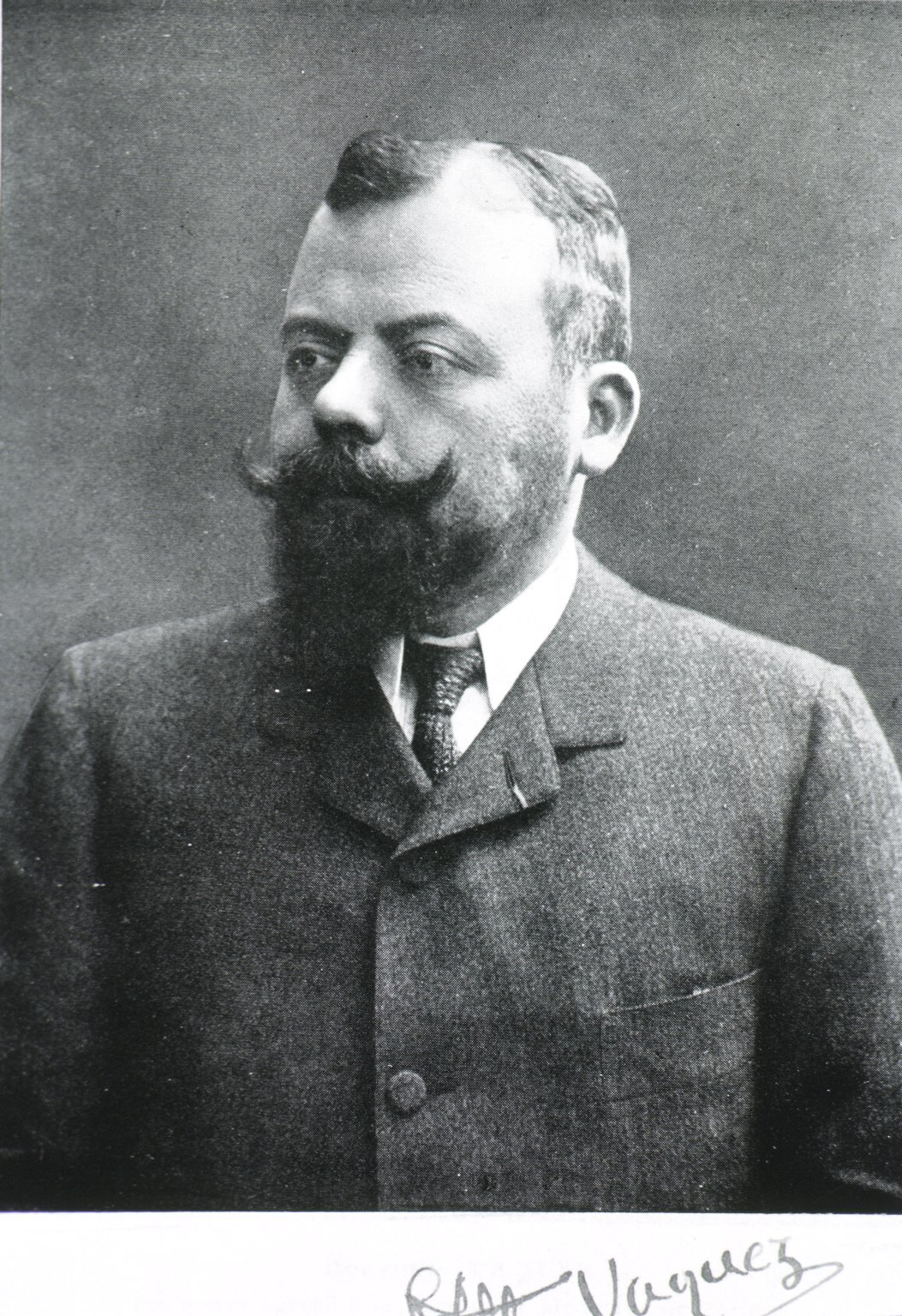
Louis Henri Vaquez

Louis Henri Vaquez (* 27. August 1860 in Paris; † 1936 ebenda) war ein französischer Internist und Kardiologe.

## Leben

### Familie
Sein Vater betrieb gemäß Familientradition ein Kaufmannsgeschäft für Seidenstoffe, gemeinsam mit seinen zwei Brüdern, die später das väterliche Geschäft weiterführten.

### Ausbildung und Beruf
Vaquez besuchte das Lycée Condorcet in Paris und entschied sich anschließend für das Medizinstudium. Fernand Widal (1862–1929) war sein Mitschüler und wurde später durch die Entdeckung des Typhuserreger-Nachweises bekannt. Nach dem Studienabschluss und der Promotion 1890 arbeitete Vaquez seit 1884 als Interne des hôpitaux an den Pariser Krankenhäusern, erhielt 1889 die Silbermedaille für Innere Medizin, wurde 1895 als Médecin des hôpitaux und 1898 als außerordentlicher Professor und Mitglied der Medizinischen Fakultät zugelassen. Erst 1918/1919 wurde er zum ordentlichen Professor auf dem Lehrstuhl der therapeutischen Klinik und Mitglied der Académie de Médecine ernannt. Vaquez arbeitete vor allem an den Pariser Krankenhäusern St. Antoine und La Pitié, sein Hauptinteresse galt kardiovaskulären Erkrankungen, auch eine Folge seiner Zusammenarbeit mit Pierre Potain.

### Leistung
Bereits 1892 hatte Vaquez die Polyzythämie, eine Entgleisung der Blutzellbildung, als selbstständiges klinisches Syndrom beschrieben, es wurde von William Osler zehn Jahre später wiederentdeckt (Vaquez-Osler-Syndrom). Nach dem Tod von Potain entwickelte sich eine Freundschaft mit Joseph Babinski, die 1901 zur gemeinsamen Beschreibung einer besonderen klinischen Verlaufsform der Syphilis mit Nerven- und Gefäßläsionen führte (Babinski-Vaquez-Syndrom). Ab 1907 beschäftigte sich Vaquez mit der klinischen Sphygmomanometrie und der Hypertonie und entwarf methodisch unterschiedliche Messapparate (palpatorisch 1908, auskultatorisch 1921, oszillometrisch 1931). Darüber hinaus versuchte er Theorie und Praxis des „mittleren“ arteriellen Drucks weiterzuentwickeln.
Sein Interesse an graphischen Aufzeichnungsmethoden führten zu Untersuchungen über Arrhythmien und zur Einführung der Elektrokardiographie in Frankreich. Mit Bordet arbeitete er auch über die kardiale Radiologie. Vaquez prüfte die Nitrattherapie bei der Hochdruckkrankheit, führte in Frankreich die Strophanthin-Injektion zur Behandlung der Herzinsuffizienz ein und untersuchte Blutkrankheiten (Leukämien und Polyglobulien).
Seit 1908 war Vaquez Herausgeber der führenden kardiologischen Zeitschrift Frankreichs Archives des maladies du cœur des vaisseaux et du sang.

#### Vaquez-Osler-Syndrom
„Es gibt unter den verschiedenen chronischen Zyanosen, die bisher nicht differenziert worden sind, eine vollständig eigene Klasse, die durch ein prädominantes Symptom charakterisiert ist, die exzessive Polyzythämie – und man kann dieser Polyzythämie eine ganze Reihe von Störungen zuordnen, die kaum anders erklärt werden könnten. (…) Bei diesen Patienten bemerken wir gewöhnlich eine eindeutige und manchmal markante Volumenzunahme der Leber und der Milz.“
Vaquez beobachtete 1892 erstmals einen Fall hochgradiger Erythrozytenvermehrung, Zyanose und Leber- bzw. Milztumor und ordnete die Symptomatik einer neuen Klasse hämatologischer Erkrankungen zu, grenzte die Erkrankung von symptomatischen Polyglobulien (z. B. kongenitale Herzfehler mit Zyanose, Höhenanpassung). William Osler glaubte unabhängig davon 1903 eine Originalbeobachtung zu machen, entdeckte aber die von Vaquez bereits beschriebene Erkrankung wieder und nannte sie Polycythaemia vera. Ätiologisch vermutete Vaquez bei dieser primär idiopathischen Polyzythämie eine Überaktivität des blutbildenden Systems, neoplastische bzw. genetische Faktoren werden nicht ausgeschlossen.
Die Symptomatik umfasst zusätzlich eine Erhöhung der Gesamtblutmenge, eine hochrote, plethorische Gesichtsfarbe, Fundusveränderungen, Herzhypertrophie, allgemeine Blutungs- bzw. Thromboseneigung, Strukturveränderungen der Röhrenknochen und des Schädels sowie neuropsychiatrische Störungen.

#### Babinski-Vaquez-Syndrom
Veraltete Bezeichnung für eine besondere klinische Verlaufsform der Syphilis (Spätsyphilis. Tabes fruste) mit Nerven- und Gefäßläsionen. Enge, entrundete und lichtstarre Pupillen, eine Aortitis mit multiplen Aneurysmen, abgeschwächte bzw. fehlende Achilles- und Patellarreflexe und eine chronische Meningo-Encephalitis mit lymphozytärer Pleozytose im Liquor cerebrospinalis sind charakteristisch.

## Sonstiges
Vaquez schätze und förderte die bildende Kunst. Er war mit dem Maler Edouard Vuillard gut bekannt, der ebenfalls das Lycée Condorcet besucht hatte. Vuillard malte mehrere Bilder mit Vaquez bei der Arbeit. Das prominenteste befindet sich heute in der Académie nationale de médecine in Paris. Schon früher hatte Vaquez ihn beauftragt, vier Gemälde mit Porträts seiner Familie für seine private Bibliothek zu malen, die sich heute in der Sammlung des Petit Palais in Paris befinden.

## Werke
- Sur une forme spéciale de cyanose s’accompagnant d’hyperglobulie excessive et persistante. Soc Biol Paris (C. R.) 44 (1892) 384
- Sphygmomanométrie clinique. Bull Med 17 (1903) 279
- Sphygmo-signal. Soc Biol Paris (C. R.) 64 (1908) 875
- Les arythmies (mit Bordet). Paris 1911
- Maladies de cœur. Paris 1921
- Une nouvel indicateur de pression: „Le Kymométre“ (et al.). Presse Med 39 (1931) 1802
- De la mesure de la pression moyenne par la méthode oscillométrique. Presse Med 39 (1931) 1309
- Un syndrome hypertensif nouveau, l’hypertension moyenne solitaire. Presse Med 39 (1931) 1789